# 6 Heures de Fuji 2016
Navigation
Édition précédente Édition suivante
Les 6 Heures de Fuji 2016 se déroulent dans le cadre du Championnat du monde d'endurance FIA 2016, le 16 octobre 2016 sur le Fuji Speedway à Oyama au Japon. Elles sont remportées par la Toyota TS050 Hybrid du Toyota Racing, pilotée par Stéphane Sarrazin, Mike Conway et Kamui Kobayashi, qui s'était élancée en quatrième position. C'est la première victoire de Toyota cette saison.
Cette course a vu le plus faible écart de l'histoire du championnat entre le premier et le second, avec 1 s 439.

## Circuit

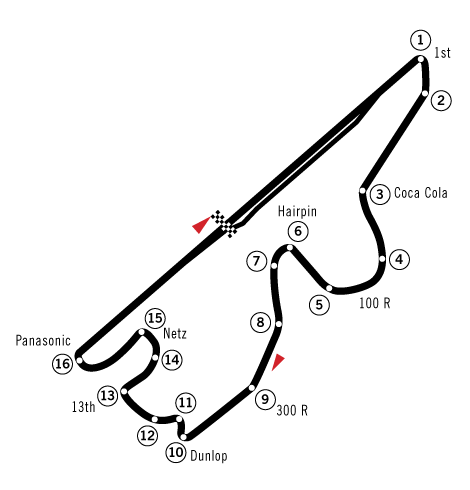
Le Fuji Speedway, cadre des 6 Heures de Fuji 2016.

Les 6 Heures de Fuji 2016 se déroulent sur le Fuji Speedway, circuit situé au Japon. Il est composé d'une longue ligne droite de 1,5 km ainsi que de 16 virages, certains étant franchis à basse vitesse comme la chicane Dunlop. Ce circuit est célèbre car il a accueilli la Formule 1.

## Qualifications
Voici le classement officiel au terme des qualifications. Les premiers de chaque catégorie sont signalés en gras.
| Pos | Classe    | Équipe                           | Temps moyen    | Grille |
| --- | --------- | -------------------------------- | -------------- | ------ |
| 1   | LMP1      | No. 8 Audi Sport Team Joest      | 1 min 23 s 570 | 1      |
| 2   | LMP1      | No. 1 Porsche Team               | 1 min 23 s 595 | 2      |
| 3   | LMP1      | No. 5 Toyota Gazoo Racing        | 1 min 23 s 739 | 3      |
| 4   | LMP1      | No. 6 Toyota Gazoo Racing        | 1 min 23 s 781 | 4      |
| 5   | LMP1      | No. 7 Audi Sport Team Joest      | 1 min 23 s 856 | 5      |
| 6   | LMP1      | No. 2 Porsche Team               | 1 min 24 s 134 | 6      |
| 7   | LMP1      | No. 13 Rebellion Racing          | 1 min 28 s 837 | 7      |
| 8   | LMP1      | No. 4 ByKolles Racing Team       | 1 min 29 s 827 | 8      |
| 9   | LMP2      | No. 26 G-Drive Racing            | 1 min 31 s 698 | 9      |
| 10  | LMP2      | No. 36 Signatech Alpine          | 1 min 31 s 919 | 10     |
| 11  | LMP2      | No. 30 Extreme Speed Motorsports | 1 min 31 s 945 | 11     |
| 12  | LMP2      | No. 42 Strakka Racing            | 1 min 32 s 007 | 12     |
| 13  | LMP2      | No. 43 RGR Sport by Morand       | 1 min 32 s 128 | 13     |
| 14  | LMP2      | No. 44 Manor                     | 1 min 32 s 214 | 14     |
| 15  | LMP2      | No. 45 Manor                     | 1 min 32 s 536 | 15     |
| 16  | LMP2      | No. 31 Extreme Speed Motorsports | 1 min 32 s 932 | 16     |
| 17  | LMP2      | No. 37 SMP Racing                | 1 min 33 s 046 | 17     |
| 18  | LMP2      | No. 27 SMP Racing                | 1 min 33 s 133 | 18     |
| 19  | LMP2      | No. 35 Baxi DC Racing Alpine     | 1 min 33 s 472 | 19     |
| 20  | LMGTE-Pro | No. 66 Ford Chip Ganassi Team UK | 1 min 37 s 681 | 20     |
| 21  | LMGTE-Pro | No. 67 Ford Chip Ganassi Team UK | 1 min 37 s 725 | 21     |
| 22  | LMGTE-Pro | No. 71 AF Corse                  | 1 min 38 s 010 | 22     |
| 23  | LMGTE-Pro | No. 51 AF Corse                  | 1 min 38 s 103 | 23     |
| 24  | LMGTE-Pro | No. 95 Aston Martin Racing       | 1 min 38 s 175 | 24     |
| 25  | LMGTE-Pro | No. 97 Aston Martin Racing       | 1 min 38 s 442 | 25     |
| 26  | LMGTE-Pro | No. 77 Dempsey-Proton Racing     | 1 min 38 s 910 | 26     |
| 27  | LMGTE-Am  | No. 98 Aston Martin Racing       | 1 min 39 s 490 | 27     |
| 28  | LMGTE-Am  | No. 83 AF Corse                  | 1 min 39 s 863 | 28     |
| 29  | LMGTE-Am  | No. 50 Larbre Compétition        | 1 min 39 s 956 | 29     |
| 30  | LMGTE-Am  | No. 88 Abu Dhabi-Proton Racing   | 1 min 40 s 587 | 30     |
| 31  | LMGTE-Am  | No. 78 KCMG                      | 1 min 40 s 834 | 31     |
| 32  | LMGTE-Am  | No. 86 Gulf Racing               | 1 min 41 s 734 | 32     |

## Résultats
Voici le classement officiel au terme de la course.
- Les vainqueurs de chaque catégorie sont signalés par un fond jauni.
- Pour la colonne Pneus, il faut passer le curseur au-dessus du modèle pour connaître le manufacturier de pneumatiques.

| Position | Catégorie | n° | Équipe                    | Pilotes                                                 | Châssis                        | Pneus | Tours |
| Position | Catégorie | n° | Équipe                    | Pilotes                                                 | Moteur                         | Pneus | Tours |
| -------- | --------- | -- | ------------------------- | ------------------------------------------------------- | ------------------------------ | ----- | ----- |
| 1        | LMP1      | 6  | Toyota Gazoo Racing       | Stéphane Sarrazin Mike Conway Kamui Kobayashi           | Toyota TS050 Hybrid            | M     | 244   |
| 1        | LMP1      | 6  | Toyota Gazoo Racing       | Stéphane Sarrazin Mike Conway Kamui Kobayashi           | Toyota 2.4 L Turbo V6          | M     | 244   |
| 2        | LMP1      | 8  | Audi Sport Team Joest     | Lucas di Grassi Loïc Duval Oliver Jarvis                | Audi R18                       | M     | 244   |
| 2        | LMP1      | 8  | Audi Sport Team Joest     | Lucas di Grassi Loïc Duval Oliver Jarvis                | Audi TDI 4.0 L Turbo Diesel V6 | M     | 244   |
| 3        | LMP1      | 1  | Porsche Team              | Timo Bernhard Mark Webber Brendon Hartley               | Porsche 919 Hybrid             | M     | 244   |
| 3        | LMP1      | 1  | Porsche Team              | Timo Bernhard Mark Webber Brendon Hartley               | Porsche 2.0 L Turbo V4         | M     | 244   |
| 4        | LMP1      | 5  | Toyota Gazoo Racing       | Anthony Davidson Sébastien Buemi Kazuki Nakajima        | Toyota TS050 Hybrid            | M     | 244   |
| 4        | LMP1      | 5  | Toyota Gazoo Racing       | Anthony Davidson Sébastien Buemi Kazuki Nakajima        | Toyota 2.4 L Turbo V6          | M     | 244   |
| 5        | LMP1      | 2  | Porsche Team              | Romain Dumas Neel Jani Marc Lieb                        | Porsche 919 Hybrid             | M     | 243   |
| 5        | LMP1      | 2  | Porsche Team              | Romain Dumas Neel Jani Marc Lieb                        | Porsche 2.0 L Turbo V4         | M     | 243   |
| 6        | LMP1      | 13 | Rebellion Racing          | Mathéo Tuscher Dominik Kraihamer Alexandre Imperatori   | Rebellion R-One                | D     | 229   |
| 6        | LMP1      | 13 | Rebellion Racing          | Mathéo Tuscher Dominik Kraihamer Alexandre Imperatori   | AER P60 2.4 L Turbo V6         | D     | 229   |
| 7        | LMP2      | 26 | G-Drive Racing            | Roman Rusinov Alex Brundle Will Stevens                 | Oreca 05                       | D     | 223   |
| 7        | LMP2      | 26 | G-Drive Racing            | Roman Rusinov Alex Brundle Will Stevens                 | Nissan VK45DE 4.5 L V8         | D     | 223   |
| 8        | LMP2      | 43 | RGR Sport by Morand       | Ricardo González Filipe Albuquerque Bruno Senna         | Ligier JS P2                   | D     | 223   |
| 8        | LMP2      | 43 | RGR Sport by Morand       | Ricardo González Filipe Albuquerque Bruno Senna         | Nissan VK45DE 4.5 L V8         | D     | 223   |
| 9        | LMP2      | 36 | Signatech Alpine          | Gustavo Menezes Nicolas Lapierre Stéphane Richelmi      | Alpine A460                    | D     | 223   |
| 9        | LMP2      | 36 | Signatech Alpine          | Gustavo Menezes Nicolas Lapierre Stéphane Richelmi      | Nissan VK45DE 4.5 L V8         | D     | 223   |
| 10       | LMP2      | 30 | Extreme Speed Motorsports | Antonio Giovinazzi Giedo van der Garde Sean Gelael      | Ligier JS P2                   | M     | 223   |
| 10       | LMP2      | 30 | Extreme Speed Motorsports | Antonio Giovinazzi Giedo van der Garde Sean Gelael      | Nissan VK45DE 4.5 L V8         | M     | 223   |
| 11       | LMP2      | 31 | Extreme Speed Motorsports | Ryan Dalziel Pipo Derani Chris Cumming                  | Ligier JS P2                   | M     | 222   |
| 11       | LMP2      | 31 | Extreme Speed Motorsports | Ryan Dalziel Pipo Derani Chris Cumming                  | Nissan VK45DE 4.5 L V8         | M     | 222   |
| 12       | LMP2      | 42 | Strakka Racing            | Jonny Kane Lewis Williamson (en)                        | Gibson 015S                    | D     | 222   |
| 12       | LMP2      | 42 | Strakka Racing            | Jonny Kane Lewis Williamson (en)                        | Nissan VK45DE 4.5 L V8         | D     | 222   |
| 13       | LMP2      | 44 | Manor                     | Matthew Rao Richard Bradley Roberto Merhi               | Oreca 05                       | D     | 222   |
| 13       | LMP2      | 44 | Manor                     | Matthew Rao Richard Bradley Roberto Merhi               | Nissan VK45DE 4.5 L V8         | D     | 222   |
| 14       | LMP2      | 27 | SMP Racing                | Nicolas Minassian Maurizio Mediani Mikhail Aleshin      | BR Engineering BR01            | D     | 222   |
| 14       | LMP2      | 27 | SMP Racing                | Nicolas Minassian Maurizio Mediani Mikhail Aleshin      | Nissan VK45DE 4.5 L V8         | D     | 222   |
| 15       | LMP2      | 35 | Baxi DC Racing Alpine     | David Cheng Ho-Pin Tung Paul-Loup Chatin                | Alpine A460                    | D     | 221   |
| 15       | LMP2      | 35 | Baxi DC Racing Alpine     | David Cheng Ho-Pin Tung Paul-Loup Chatin                | Nissan VK45DE 4.5 L V8         | D     | 221   |
| 16       | LMP2      | 37 | SMP Racing                | Vitaly Petrov Kirill Ladygin Viktor Shaytar             | BR Engineering BR01            | D     | 220   |
| 16       | LMP2      | 37 | SMP Racing                | Vitaly Petrov Kirill Ladygin Viktor Shaytar             | Nissan VK45DE 4.5 L V8         | D     | 220   |
| 17       | LMGTE Pro | 67 | Ford Chip Ganassi Team UK | Andy Priaulx Harry Tincknell                            | Ford GT                        | M     | 212   |
| 17       | LMGTE Pro | 67 | Ford Chip Ganassi Team UK | Andy Priaulx Harry Tincknell                            | Ford EcoBoost 3.5 L Turbo V6   | M     | 212   |
| 18       | LMGTE Pro | 66 | Ford Chip Ganassi Team UK | Stefan Mücke Olivier Pla                                | Ford GT                        | M     | 212   |
| 18       | LMGTE Pro | 66 | Ford Chip Ganassi Team UK | Stefan Mücke Olivier Pla                                | Ford EcoBoost 3.5 L Turbo V6   | M     | 212   |
| 19       | LMGTE Pro | 51 | AF Corse                  | Gianmaria Bruni James Calado                            | Ferrari 488 GTE                | M     | 212   |
| 19       | LMGTE Pro | 51 | AF Corse                  | Gianmaria Bruni James Calado                            | Ferrari F154CB 3.9 L Turbo V8  | M     | 212   |
| 20       | LMGTE Pro | 71 | AF Corse                  | Davide Rigon Sam Bird                                   | Ferrari 488 GTE                | M     | 212   |
| 20       | LMGTE Pro | 71 | AF Corse                  | Davide Rigon Sam Bird                                   | Ferrari F154CB 3.9 L Turbo V8  | M     | 212   |
| 21       | LMGTE Pro | 95 | Aston Martin Racing       | Nicki Thiim Marco Sørensen                              | Aston Martin V8 Vantage GTE    | D     | 211   |
| 21       | LMGTE Pro | 95 | Aston Martin Racing       | Nicki Thiim Marco Sørensen                              | Aston Martin 4.5 L V8          | D     | 211   |
| 22       | LMGTE Pro | 97 | Aston Martin Racing       | Richie Stanaway Darren Turner                           | Aston Martin V8 Vantage GTE    | D     | 211   |
| 22       | LMGTE Pro | 97 | Aston Martin Racing       | Richie Stanaway Darren Turner                           | Aston Martin 4.5 L V8          | D     | 211   |
| 23       | LMGTE Pro | 77 | Dempsey-Proton Racing     | Richard Lietz Michael Christensen                       | Porsche 911 RSR (991)          | M     | 210   |
| 23       | LMGTE Pro | 77 | Dempsey-Proton Racing     | Richard Lietz Michael Christensen                       | Porsche 4.0 L Flat-6           | M     | 210   |
| 24       | LMGTE Am  | 98 | Aston Martin Racing       | Paul Dalla Lana Pedro Lamy Mathias Lauda                | Aston Martin V8 Vantage GTE    | M     | 208   |
| 24       | LMGTE Am  | 98 | Aston Martin Racing       | Paul Dalla Lana Pedro Lamy Mathias Lauda                | Aston Martin 4.5 L V8          | M     | 208   |
| 25       | LMGTE Am  | 83 | AF Corse                  | François Perrodo Emmanuel Collard Rui Águas             | Ferrari 458 Italia GT2         | M     | 207   |
| 25       | LMGTE Am  | 83 | AF Corse                  | François Perrodo Emmanuel Collard Rui Águas             | Ferrari 4.5 L V8               | M     | 207   |
| 26       | LMGTE Am  | 78 | KCMG                      | Christian Ried Wolf Henzler Joël Camathias              | Porsche 911 RSR (991)          | M     | 206   |
| 26       | LMGTE Am  | 78 | KCMG                      | Christian Ried Wolf Henzler Joël Camathias              | Porsche 4.0 L Flat-6           | M     | 206   |
| 27       | LMGTE Am  | 86 | Gulf Racing               | Michael Wainwright Adam Carroll Ben Barker              | Porsche 911 RSR (991)          | M     | 205   |
| 27       | LMGTE Am  | 86 | Gulf Racing               | Michael Wainwright Adam Carroll Ben Barker              | Porsche 4.0 L Flat-6           | M     | 205   |
| 28       | LMGTE Am  | 88 | Abu Dhabi-Proton Racing   | Khaled Al Qubaisi David Heinemeier Hansson Patrick Long | Porsche 911 RSR (991)          | M     | 200   |
| 28       | LMGTE Am  | 88 | Abu Dhabi-Proton Racing   | Khaled Al Qubaisi David Heinemeier Hansson Patrick Long | Porsche 4.0 L Flat-6           | M     | 200   |
| 29       | LMP2      | 45 | Manor                     | Tor Graves Alex Lynn Shinji Nakano                      | Oreca 05                       | D     | 190   |
| 29       | LMP2      | 45 | Manor                     | Tor Graves Alex Lynn Shinji Nakano                      | Nissan VK45DE 4.5 L V8         | D     | 190   |
| 30       | LMGTE Am  | 50 | Larbre Compétition        | Yutaka Yamagishi Pierre Ragues Ricky Taylor             | Chevrolet Corvette C7.R        | M     | 147   |
| 30       | LMGTE Am  | 50 | Larbre Compétition        | Yutaka Yamagishi Pierre Ragues Ricky Taylor             | Chevrolet LT5.5 5.5 L V8       | M     | 147   |
| Abd      | LMP1      | 4  | ByKolles Racing Team      | Simon Trummer Oliver Webb Pierre Kaffer                 | CLM P1/01                      | D     | 79    |
| Abd      | LMP1      | 4  | ByKolles Racing Team      | Simon Trummer Oliver Webb Pierre Kaffer                 | AER P60 2.4 L Turbo V6         | D     | 79    |
| Abd      | LMP1      | 7  | Audi Sport Team Joest     | Marcel Fässler André Lotterer Benoît Tréluyer           | Audi R18                       | M     | 36    |
| Abd      | LMP1      | 7  | Audi Sport Team Joest     | Marcel Fässler André Lotterer Benoît Tréluyer           | Audi TDI 4.0 L Turbo Diesel V6 | M     | 36    |